# Nick Lane
Nick Lane, född 1967, är en brittisk biokemist och författare. Han arbetar som forskare och lektor i evolutionär biologi vid University College London. Han har publicerat ett flertal  böcker som har vunnit flera utmärkelser.